# Castles Crumbling
"Castles Crumbling" é uma canção da artista musical estadunidense Taylor Swift, contendo a participação da cantora compatriota Hayley Williams. Foi incluída como uma das seis faixas inéditas da regravação de seu terceiro álbum de estúdio Speak Now (Taylor's Version). Composta por Swift e produzida pela mesma com o auxílio de Jack Antonoff, a canção é uma balada emo influenciada pelo indie folk e conduzida pelo piano sobre uma pessoa sob os holofotes. Da mesma forma que "Innocent", outra faixa do Speak Now, "Castles Crumbling" foi interpretada como uma alusão ao incidente ocorrido durante o MTV Video Music Awards de 2009 entre Swift e o rapper Kanye West.
Os críticos musicais deram críticas positivas a "Castles Crumbling", notando sua natureza delicada. Seu conteúdo lírico foi comparado a faixa "Nothing New", do Red (Taylor's Version), e contrastante a "Long Live". A faixa também recebeu comparações com os trabalhos solos de Williams e ao álbuns Folklore e Evermore (2020), de Swift. Em outras análises, a faixa foi chamada de prequela de Reputation (2017). A música alcançou a posição quarenta na Billboard Global 200 e nas paradas nacionais da Austrália, Nova Zelândia e Estados Unidos. Swift cantou a faixa como uma das "músicas surpresa" em Santa Clara, Califórnia, na sua sexta turnê mundial The Eras Tour (2023–2024).

## Antecedentes e lançamento

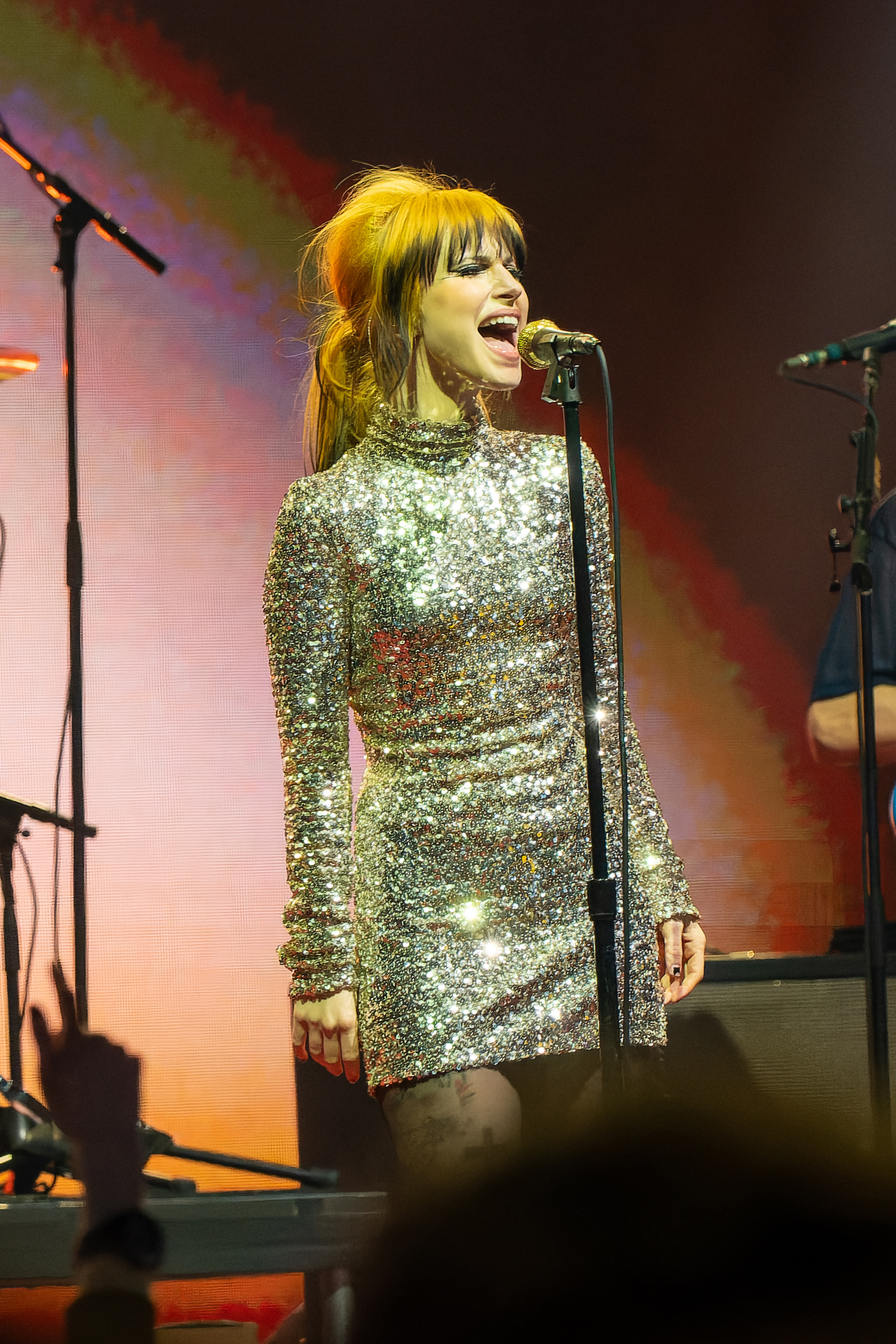
uma versão recortada do arquivo:ParamoreO2200423 (26 de 88) (52833507917).jpg.

O terceiro álbum de estúdio de Swift, Speak Now, foi lançado em 25 de outubro de 2010, através da gravadora estadunidense Big Machine Records. Descrito como um álbum conceptual sobre confissões sobre amor, romance, desgosto e perdão, Speak Now ampliou o estilo country pop de seu trabalho anterior, Fearless (2008), mas com maior foco no rock, com influências de bluegrass, pop punk, pop rock e soft rock. Com vendas iniciais de 1.047 milhões de cópias, o álbum debutou na primeira posição na parada Billboard 200 dos Estados Unidos. Além disso, recebeu críticas geralmente positivas dos críticos de música, que elogiaram a composição e os temas de Swift.
De acordo com seu contrato de treze anos de exclusividade com a Big Machine, Swift lançou seis álbuns de estúdio sob o selo de 2006 a 2017. No final de 2018, o contrato com a gravadora expirou; portanto, ela saiu da Big Machine e assinou um novo contrato de gravação com a Republic Records, uma divisão da Universal Music Group, que lhe garantiu os direitos para possuir as masters de novas músicas que lançaria. Em 2019, o empresário norte-americano Scooter Braun e sua empresa Ithaca Holdings adquiriram a Big Machine. Como parte da aquisição, a propriedade das masters dos primeiros seis álbuns de estúdio de Swift, incluindo Speak Now, foi transferida para Braun. Em agosto de 2019, Swift denunciou a compra do selo por Braun e anunciou que voltaria a gravar seus primeiros seis álbuns de estúdio, a fim de possuir seus masters. Em novembro de 2020, Braun vendeu as masters à Shamrock Holdings, uma empresa de capital privado norte-americana de propriedade da Disney sob as condições de que a Braun e a Ithaca Holdings continuarão a se beneficiar financeiramente dos álbuns. Swift começou a série de regravações em novembro de 2020. Fearless (Taylor's Version), o primeiro de seus seis álbuns regravos, foi lançado em 9 de abril de 2021, seguido por Red (Taylor's Version) em 12 de novembro de 2021; ambos os álbuns alcançaram sucesso crítico e comercial, debutando no topo da parada Billboard 200. Em 5 de maio de 2023, na primeira data da The Eras Tour (2023–2024) em Nashville, Swift anunciou Speak Now (Taylor's Version) e sua data de lançamento para 7 de julho. Ela posteriormente revelou em postagens nas redes sociais: "Eu amo este álbum porque conta uma história de crescimento, agitação, voo e queda... e vida para falar sobre isso". Swift enfatizou as dificuldades que enfrentou em sua vida durante o tempo em que escreveu o disco, entre elas "honestidade brutal, confissões diarísticas não filtradas e melancolia selvagem". Em 5 de junho de 2023, Swift anunciou a lista de faixas de Speak Now (Taylor's Version). A regravação possui vinte e duas faixas, incluindo seis novas canções "From the Vault" que foram escritas para o álbum de 2010, mas acabaram não sendo incluídas no álbum original.
A cantora e compositora estadunidense e vocalista da banda de rock Paramore, Hayley Williams, é uma das melhores amigas de Swift há anos, e antes que esta revelasse a lista de faixas de sua terceira regravação, a primeira sugeriu uma possível colaboração durante um evento meet and greet da Ulta Beauty. Ambas as cantoras se apoiaram e até cantaram "That's What You Get" juntas durante um show em Nashville na Speak Now World Tour, em 2011. Nos anos seguintes, Williams fez um participação especial no vídeo musical "Bad Blood" (2015), de Swift, e sua banda abriu para Swift durante a The Eras Tour. Ambos os cantores falaram sobre a música; Swift divulgou um comunicado em suas redes sociais informando que decidiu escolher colaboradores para Speak Now (Taylor's Version) com base na influência deles sobre suas composições, enquanto Williams expressou sua gratidão e prazer com a faixa em uma entrevista para a revista Coup de Main. Após o lançamento de "Castles Crumbling", os meios de comunicação relataram que Swift fez referência ao seu título na linha de abertura de "Call It What You Want", do álbum Reputation (2017), e traçou conexões com o vídeo musical de "Bejeweled", do álbum Midnights (2022), que tinha a cena de um castelo em ruínas durante o qual uma versão orquestral de "Long Live" é tocada nos créditos.